# 吳君如
吳君如（英語：Sandra Ng Kwan Yue，1965年8月2日—），外號三姑，香港女演員，是华人地區具影響力的女諧星，亦是香港電影史上累積票房收入最高女演員（累計票房收入約7億）。吳君如出道至今已拍攝逾百部電影。1999年，吳君如憑《古惑仔情義篇之洪興十三妹》獲頒第18屆香港電影金像獎最佳女主角、香港電影金紫荊獎最佳女主角、香港電影評論學會大獎最佳女演員等影后獎項。2003年，憑《金雞》獲得第40屆金馬獎最佳女主角。
吳君如的父親為粤語長片演員、曾主持亞洲電視《六合彩》攪珠節目多年的夏春秋（冬叔）。吳君如伴侶則為導演陳可辛，育有一女陳是知。

## 背景
吳君如早年在香港島中環及北角成長，就讀聖士提反女子中學附屬幼稚園、聖士提反女子中學附屬小學和聖士提反女子中學，不喜歡讀書，在香港中學會考中的成績表現較差。1982年17歲中五畢業透過父親夏春秋穿針引線下加入第12期無綫電視藝員訓練班，1983年畢業後獲無綫電視簽約為旗下藝人，初年主要飾演一些閒角。後來被調入長壽節目《歡樂今宵》，適逢林建明離開，吳君如乘勢上位，漸見名氣之後參演無綫電視劇《鬥氣一族》（與周星馳做對手戲）、《錯體姻緣》等劇集；1980年代後期開始轉往電影圈發展，參與了超過100多部電影，擅演搞笑角色，例如《最佳損友》中專向上司打小報告的主任、《天師捉姦》中被未婚夫嫌棄其容貌醜陋的女人等。主演電影包括《賭聖》系列、《霸王花》系列、《家有喜事》和一些僵尸電影。其後，吳君如改變戲路自资拍摄电影《四面夏娃》，在各頒獎禮獲提名。1992年2月，吳君如與梅豔芳、劉嘉玲、曾華倩、上山詩鈉、邱淑貞、羅美薇、藍潔瑛、張曼玉 九人擬用「九公主」名義註冊一個慈善組織，籌集基金行善，後在黃霑建議下，该組織改名「九龍女」。
吴君如从《四面夏娃》开始，到《金雞》等電影，演技獲得一致讚賞。1996年，憑《四面夏娃》獲提名香港電影金像獎最佳女主角，1999年憑《古惑仔情義篇之洪興十三妹》獲得第18屆香港電影金像獎最佳女主角獎，2003年更憑《金雞》獲得第40届金馬獎最佳女主角獎。
吳君如在1990年代推出三張唱片，亦在1993年叱咤樂壇流行榜頒獎典禮獲「叱咤樂壇生力軍女歌手」銀獎。自1997年開始，吳君如在香港商業電台雷霆881先後與呂方/李力持/吳鎮宇/譚小環/林曉峰/谷德昭/何國良主持晚間電台節目《嘩嘩嘩打到嚟！》，有極高收聽率，後來節目搬到叱咤903播放，固定主持轉為杜汶澤，一度成為最受歡迎電台節目之一；其後，2004年香港商業電台因鄭經翰“封咪”事件後進行一連串電台節目調動安排，吳君如在同年10月夥同林海峰、杜汶澤、盧覓雪主持晨早節目《在晴朗的一天出發》，正式接替鄭經翰的晨早時事節目位置；不過，2005年10月她再次回到夜間節目時段與鄒凱光、田蕊妮、曾華倩主持《她他她打到嚟！》，至2006年年底。直到2008年7月7日，吳君如重返電台與阿喱主持《嘩嘩嘩打到嚟！2008》。後來節目主持調動，親自挑選阮子健、王貽興成為新拍檔。
電視演出方面，1980年代吳君如曾於無綫電視演出一些劇集，亦曾在綜藝節目《歡樂今宵》中表演，後來一直專注電影方向。此外，吳君如曾在2001年與張達明合作在香港伊利沙伯體育館合演棟篤笑《兩篤笑》。2006年，與父親夏春秋在香港電影《春田花花同學會》合作演出。2004年7月，吳君如在有線電視娛樂新聞台任「星級主播」，並與森美於該台主持《先睇星期四》、《再睇星期五》等節目。也成为香港著名的金牌司仪。
2008年5月，吳君如重返無綫電視，簽約主持節目。2009年1月，與錢嘉樂主持TVB清談節目《星星同學會》。2009年1月29日，她在主持「嘩嘩嘩打到嚟！2008」時失言侮辱劉翔，事件惹起網民激烈討論，各大報章亦以此事作娛樂版頭條。2009年2月2日於節目中為此事作出道歉，並言會改變節目風格，會小心慎言。其後為了多陪伴陳可辛與女兒，從7月1日起她辭掉電視台與電台的工作，電台方面是因為她接拍電影後經常請假，為免顯得不負責任最後還是辭職。一年內都不再開咪和做電視台工作。
吳君如曾經是一名身材略為肥胖的女性，後傳她因為感情失敗而下定決心減肥，成功後令吳君如一改只能擔演醜陋角色之形象，2003年更出版《吳君如減肥血淚史》並大受歡迎，一共出了3冊，賣書超過10萬本，一度成為香港暢銷書之列。更得廣告商青睞成為纖體公司和豐胸丸代言人。
2015年，吳君如首次參與舞台劇演出，與黃秋生、潘燦良、甄詠蓓演出《狂揪夫妻》，引起香港觀眾迴響，大受歡迎。
2017年9月，吳君如到了青海拍古裝戲，在海拔3180米的青海高原，不忘玩直播跟粉絲聊天，表示由於海拔高，所以要慢動作，只是走半公里就要休息10分鐘才繼續，因為怕肺部會受不住，感覺有如大腦缺氧。
2019年，負責香港星光大道項目的新世界發展表示，香港星光大道於1月31日重開後新增9位影后的巨星掌印，當中包括吳君如。

## 感情生活
1989年因合作《霸王花》與杜德偉展開地下情。1996年，兩人分手。
吳君如與周星馳在新人時期合作無線劇集《鬥氣一族》相識，後多次飾演夫妻或情侶。1989年至1990年期間，兩人合演了四部電影，她在自傳《減肥血淚史》中寫道：「日夜相對，人非草木誰能無情，尤其他這樣風趣這樣英偉瀟灑！」但當時兩人各自有伴侶，她認為：“我确实有一点喜欢过他，但他从来没有喜欢过我。”
90年代中期，吴君如与陈可辛在饭店初遇，她因手机没电，向陈借电池而结识，隔天相约看电影，但两人直到1998年分別以《四面夏娃》和《甜蜜蜜》參加各大影展，頻繁碰面后才開始交往。2004年起同居。2006年誕下女兒陈是知；2023年陈是知出道。陳曾執導吳君如參與之電影《金雞》、《金雞2》、《如果·愛》及監製《春田花花同學會》。

## 演出作品

### 電視劇（無綫電視）
| 年代   | 劇名                       | 角色            |
| 1983年 | 《夾心人》                 | (跑龍套)        |
| 1983年 | 《香港八三》               | (跑龍套)        |
| 1983年 | 《北斗雙雄》               | (跑龍套)        |
| 1984年 | 《再版人》                 | (跑龍套)        |
| 1984年 | 《決戰玄武門》             | (跑龍套)        |
| 1984年 | 《天師執位》               | (跑龍套)        |
| 1984年 | 《畫出彩虹》               | 羅嘉琳          |
| 1984年 | 《儂本多情》               | 張茵            |
| 1984年 | 《笑傲江湖》               | 坤表妹          |
| 1984年 | 《鹿鼎記》                 | 曾柔            |
| 1984年 | 《香江花月夜》             | 周繼芳          |
| 1985年 | 《錯體姻緣》               | 古瑞華          |
| 1985年 | 《挑戰》                   |                 |
| 1985年 | 《後生可畏》               | 黃素蘭          |
| 1985年 | 《觀世音》                 | 大公主妙心      |
| 1986年 | 《陸小鳳之鳳舞九天》       | 琪琪            |
| 1986年 | 《妙人妙事》               |                 |
| 1987年 | 《生命之旅》               | 阿May           |
| 1988年 | 《絕代雙驕》               | 三姑娘          |
| 1988年 | 《鬥氣一族》               | 陳初一          |
| 1988年 | 《狙擊神探》               | 陳翠鳳          |
| 1992年 | 《卡拉屋企》               | 方小橋 （客串） |
| 2004年 | 《功夫足球》無綫電視外購劇 | 唐大順          |

### 電視劇（其他）
| 年代   | 電視台                                                                                             | 劇名             | 角色   |
| 1993年 | 台灣電視公司                                                                                       | 《警花緣》       | 羅國安 |
| 1998年 | 台灣中視                                                                                           | 女巡按           | 呂若男 |
| 2006年 | 雲南衛視、北京電視台等                                                                             | 《天下第一媒婆》 | 宋双双 |
| 2007年 | 四方源創影視國際文化傳播（北京）有限公司、華龍明珠影視文化傳播有限公司合製，中國電視公司首播及監製 | 《我愛芙蓉姐》   | 芙蓉   |
| 2007年 | 《老散窩輪周記》                                                                                   |                  |        |

### 電影
| 首播   | 劇名                     | 角色                                 | 合作   | 備註                                                                     |
| 1985年 | 夏日福星                 | 阿如                                 | 洪金寶 |                                                                          |
| 1986年 | 刀馬旦                   |                                      | 林青霞 |                                                                          |
| 1987年 | 開心勿語                 | 愛斯                                 | 曾志偉 |                                                                          |
| 1987年 | 良宵花弄月               | 凌珊珊                               | 葉夏利 |                                                                          |
| 1987年 | 小生夢驚魂               |                                      | 周潤發 |                                                                          |
| 1987年 | 一屋兩妻                 | 百佳好友                             | 鍾鎮濤 |                                                                          |
| 1988年 | 霸王花                   | Amy                                  | 胡慧中 | 第8屆香港電影金像獎最佳新人提名                                          |
| 1988年 | 求愛敢死隊               | 吳德嫻                               | 曾志偉 |                                                                          |
| 1988年 | 皇家師姐III之雌雄大盜    | 女警                                 | 楊麗菁 |                                                                          |
| 1988年 | 愛的逃兵                 | Candy Ho                             | 譚詠麟 |                                                                          |
| 1988年 | 公子多情                 | 朱莉莉                               | 周潤發 |                                                                          |
| 1988年 | 黑心鬼                   | 梅賽花之友麻雀                       | 梅艷芳 |                                                                          |
| 1988年 | 褲甲天下                 | GIGI                                 | 瑪俐亞 |                                                                          |
| 1988年 | 霸王女福星               | 牽牛花                               | 單立文 |                                                                          |
| 1988年 | 最佳損友                 | Dorlina                              | 劉德華 | 角色台譯：萬人迷                                                         |
| 1988年 | 最佳損友闖情關           | Dorlina                              | 劉德華 | 角色台譯：萬人迷                                                         |
| 1989年 | 專釣大鱷                 | 倀雞英                               | 劉德華 |                                                                          |
| 1989年 | 嘩鬼有限公司             | 高貴                                 | 陳山河 |                                                                          |
| 1989年 | 精裝追女仔之3狼之一族    | 的士高待應                           | 周慧敏 |                                                                          |
| 1989年 | 福星臨門                 | 陈百嫦                               | 曾志偉 |                                                                          |
| 1989年 | 猛鬼撞鬼                 | 爛賭如                               | 陳百祥 |                                                                          |
| 1989年 | 猛鬼大廈                 | 君如                                 | 張敏   |                                                                          |
| 1989年 | 神勇飛虎霸王花           | Amy                                  | 董驃   |                                                                          |
| 1989年 | 流氓差婆                 | 馮愛南                               | 周星馳 | 首次擔任第一女主角 又名：雌雄雙辣、 又名：來自江湖                       |
| 1989年 | 求愛夜驚魂               |                                      | 關明玉 |                                                                          |
| 1989年 | 小小小警察               | 吴君如                               | 馮淬帆 | 客串                                                                     |
| 1989年 | 八寶奇兵                 | Comrade Monroe                       | 張耀揚 |                                                                          |
| 1989年 | 一眉道人                 | 隊長表妹                             | 林正英 |                                                                          |
| 1990年 | 皇家女將                 | 黄家如                               | 洪金寶 |                                                                          |
| 1990年 | 賭聖                     | 撈女萍                               | 周星馳 |                                                                          |
| 1990年 | 橫衝直撞火鳳凰           | 多莲娜                               | 萬梓良 |                                                                          |
| 1990年 | 無敵幸運星               | 垃圾鳳/曹飛飛                        | 周星馳 |                                                                          |
| 1990年 | 猛鬼霸王花               | 阿九                                 | 胡楓   |                                                                          |
| 1990年 | 望夫成龍                 | 吳帶娣                               | 周星馳 |                                                                          |
| 1990年 | 捉鬼合家欢               | 媒婆                                 | 郑则仕 |                                                                          |
| 1990年 | 皇家賭船                 | Amy                                  | 惠英紅 |                                                                          |
| 1990年 | 屍家重地                 | 九姐                                 | 陳淑蘭 |                                                                          |
| 1990年 | 天師捉姦                 | 李露媚                               | 陈百祥 |                                                                          |
| 1990年 | 一眉道姑                 | Madam Lee                            | 曹查理 |                                                                          |
| 1991年 | 賭俠II之上海灘賭聖       | 吳春天                               | 周星馳 |                                                                          |
| 1991年 | 殭屍福星仔               | 領隊                                 | 樓南光 |                                                                          |
| 1991年 | 一世好命                 | 羅友妻                               | 盧冠廷 |                                                                          |
| 1991年 | 末代天師                 |                                      | 陳庭威 |                                                                          |
| 1991年 | 大小老千                 | Madam Cheung                         | 洪金寶 |                                                                          |
| 1991年 | 贏錢專家                 | 高少少                               | 王晶   |                                                                          |
| 1991年 | 賭霸                     | 撈女萍                               | 鄭裕玲 |                                                                          |
| 1991年 | 情聖                     | 阿珍                                 | 周星驰 | 客串                                                                     |
| 1991年 | 猛鬼狐狸精               | 张大如                               | 陈加玲 |                                                                          |
| 1991年 | 豪門夜宴                 | 點心妹                               | 曾志偉 | 客串                                                                     |
| 1992年 | 老友鬼上身               | 阿Joe                                | 樓南光 |                                                                          |
| 1992年 | 機Boy小子之真假威龍      | Monica(阿卡)                         | 劉德華 |                                                                          |
| 1992年 | 鹿鼎記                   | 韋春花                               | 周星馳 |                                                                          |
| 1992年 | 鹿鼎記2神龍教            | 韋春花                               | 周星馳 |                                                                          |
| 1992年 | 積奇瑪莉                 | Jacky                                | 江華   |                                                                          |
| 1992年 | 賭城大亨II之至尊無敵     | 朱琳琳                               | 蘇志威 | 客串                                                                     |
| 1992年 | 女校風雲之邪教入侵       |                                      | 刘青云 |                                                                          |
| 1992年 | 嘩鬼旅行團               | 李嘉玲                               | 林正英 |                                                                          |
| 1992年 | 家有囍事                 | 程大嫂                               | 黃百鳴 |                                                                          |
| 1992年 | 特異功能猩求人           | 宝珊                                 | 钟镇涛 |                                                                          |
| 1992年 | 新暫時停止呼吸           | 蔗姑                                 | 林正英 |                                                                          |
| 1992年 | 與鴨共舞                 | Sandy                                | 任達華 |                                                                          |
| 1992年 | 丐世英雄                 | 阿美                                 | 陳友   |                                                                          |
| 1992年 | 真的愛你                 | Paul                                 | 张学友 |                                                                          |
| 1992年 | 新殭屍先生               | 蔗姑                                 | 林正英 |                                                                          |
| 1992年 | 夜夜伴肥嬌               | 阿如                                 | 陳友   |                                                                          |
| 1992年 | 兩屋一妻                 |                                      | 陳友   |                                                                          |
| 1992年 | 92霸王花與霸王花         | Amy                                  | 惠英紅 |                                                                          |
| 1993年 | 笑八仙                   | 蓝采和                               | 关之琳 |                                                                          |
| 1993年 | 花田囍事                 | 周吉                                 | 許冠傑 |                                                                          |
| 1993年 | 一屋哨牙鬼               | 姜汁奶                               | 林志穎 | 台譯：小心黑夜                                                           |
| 1993年 | 武俠七公主               | 任劍輝                               | 楊紫瓊 | 角色台譯：董娘                                                           |
| 1993年 | 皆大歡喜                 | 钟丽明                               | 林子祥 |                                                                          |
| 1993年 | 追男仔                   | 癡心                                 | 鄭伊健 | 客串                                                                     |
| 1994年 | 火雲傳奇                 | 蓮容                                 | 莫少聰 | 又名：火龍風雲                                                           |
| 1994年 | 年年有今日               | 美蘭                                 | 梁家輝 |                                                                          |
| 1994年 | 等著你回來               | Julia                                | 梁朝偉 |                                                                          |
| 1994年 | 新邊緣人                 |                                      | 张学友 |                                                                          |
| 1994年 | 神龍賭聖之旗開得勝       | 沙露露                               | 鄭伊健 |                                                                          |
| 1994年 | 傻大姐翻轉瘋人院         | 阿华                                 | 湯寶如 |                                                                          |
| 1994年 | 表姐，你好嘢！4情不自禁  | Senyelgitdy                          | 鄭裕玲 |                                                                          |
| 1994年 | 戀愛的天空               | 陳寶珠（Frankie）                    | 鍾麗緹 | 台譯：四個好色的女人                                                     |
| 1996年 | 四面夏娃                 | 白金龍／食風贊嬌／無色無相／愛情遊戲 | 陈辉虹 | 提名第16屆香港電影金像獎最佳女主角                                       |
| 1997年 | 97古惑仔之戰無不勝       | 十三妹                               | 鄭伊健 |                                                                          |
| 1997年 | 愛你愛到殺死你           | 阿笑                                 | 黎明   |                                                                          |
| 1997年 | 愈快樂愈墮落             | 影視店老闆                           | 邱淑貞 |                                                                          |
| 1997年 | 黑玫瑰義結金蘭           | 酸梅湯                               | 薛家燕 |                                                                          |
| 1997年 | 麻雀飛龍                 | 被抓的妓女                           | 趙文卓 | 客串                                                                     |
| 1998年 | 古惑仔情義篇之洪興十三妹 | 十三妹                               | 舒淇   | 榮獲第18屆香港電影金像獎最佳女主角                                       |
| 1998年 | 98古惑仔之龍爭虎鬥       | 十三妹                               | 鄭伊健 |                                                                          |
| 1998年 | 新古惑仔之少年激鬥篇     | 十三妹                               | 謝霆鋒 | 客串                                                                     |
| 1998年 | 行運一條龍               | 姣婆四                               | 舒淇   |                                                                          |
| 1999年 | 我愛777                  | Sandra                               | 谭耀文 |                                                                          |
| 1999年 | 玻璃樽                   | 扒手                                 | 成龙   | 客串                                                                     |
| 1999年 | 千王之王2000             | Wasabi                               | 周星馳 |                                                                          |
| 1999年 | 半支煙                   | 三妹姐                               | 謝霆鋒 |                                                                          |
| 2000年 | 友情歲月山雞故事         | 十三妹                               | 陳小春 | 客串                                                                     |
| 2000年 | 茱麗葉與梁山伯           | Judy Chu                             | 吳鎮宇 |                                                                          |
| 2000年 | 江湖告急                 | 蘇花                                 | 梁家輝 |                                                                          |
| 2001年 | 勝者為王                 | 崔小小／十三妹                       | 鄭伊健 |                                                                          |
| 2001年 | 絕色神偷                 | 馬騮                                 | 張智霖 |                                                                          |
| 2001年 | 洪興十三妹之慾望之城     | 十三妹                               | 方中信 | 雖然電影中角色綽號為十三妹,演員與古惑仔系列多所重複,但是劇情內容與其無關 |
| 2001年 | 愛君如夢                 | 阿金                                 | 劉德華 |                                                                          |
| 2002年 | 金雞                     | 阿金                                 | 曾志偉 | 榮獲第40屆金馬獎最佳女主角 提名第22屆香港電影金像獎最佳女主角            |
| 2003年 | 戀上你的床               | 歐化寶                               | 古天樂 | 特別客串                                                                 |
| 2003年 | 金雞2                    | 阿金                                 | 杜汶澤 |                                                                          |
| 2005年 | 大丈夫                   | 九嫂                                 | 梁家輝 |                                                                          |
| 2005年 | 如果·愛                  | 林见东经理人                         | 金城武 | 客串                                                                     |
| 2006年 | 春田花花同學會           | 火鍋店女侍應、民歌餐廳女侍應         | 黎耀祥 | 客串                                                                     |
| 2006年 | 大丈夫2                  | 九嫂                                 | 梁家輝 |                                                                          |
| 2007年 | 戲王之王                 | 賣吊飾的路邊攤                       | 蔡卓妍 | 客串                                                                     |
| 2009年 | 家有囍事2009             | 余珠                                 | 古天乐 |                                                                          |
| 2009年 | 大內密探靈靈狗           | 西宮娘娘                             | 古天乐 |                                                                          |
| 2010年 | 花田囍事2010             | 吳溫柔                               | 古天乐 |                                                                          |
| 2010年 | 歲月神偷                 | 羅太                                 | 任達華 | 提名第29屆香港電影金像獎最佳女主角                                       |
| 2010年 | 美麗密令                 | 鐵美麗                               | 蔡卓妍 |                                                                          |
| 2010年 | 越光寶盒                 | 廚師                                 | 郑中基 | 客串                                                                     |
| 2010年 | 得閒炒飯                 | 王美思(Macy)                         | 周慧敏 |                                                                          |
| 2011年 | 我愛HK開心萬歲           | 順嫂                                 | 梁家辉 |                                                                          |
| 2011年 | 神奇俠侶                 | 香香俠（小紅）                       | 古天乐 |                                                                          |
| 2012年 | 八星抱喜                 | 宋秋波                               | 古天乐 |                                                                          |
| 2012年 | 嫁個100分男人            | 大嫂                                 | 鄭中基 |                                                                          |
| 2012年 | 花漾                     | 花月娘                               | 陳意涵 |                                                                          |
| 2013年 | 越來越好之村晚           |                                      | 吳剛   |                                                                          |
| 2013年 | 百星酒店                 | 田蜜桃                               | 郑中基 |                                                                          |
| 2014年 | 六福喜事                 | 宮三                                 | 黄百鸣 |                                                                          |
| 2014年 | 金雞SSS                  | 阿金                                 | 張家輝 | 兼監製 提名第34屆香港電影金像獎最佳女主角                                |
| 2014年 | 豪情3D                   | 阿金                                 | 杜汶澤 | 客串                                                                     |
| 2014年 | 非常婚事                 | 方曉梅                               | 詹瑞文 |                                                                          |
| 2015年 | 12金鴨                   | 張近萊(Future)                       | 姜皓文 | 兼監製                                                                   |
| 2015年 | 失孤                     | 人販子                               | 刘德华 | 客串                                                                     |
| 2015年 | 煎饼侠                   | 吴君如                               | 大鹏   | 客串                                                                     |
| 2015年 | 捉妖記                   | 胖莹                                 | 井柏然 |                                                                          |
| 2017年 | 妖铃铃                   | 铃姐                                 | 沈腾   | 兼導演                                                                   |
| 2018年 | 棟篤特工                 | simoone                              | 黃子華 | 客串                                                                     |
| 2018年 | 捉妖記2                  | 胖莹                                 | 井柏然 |                                                                          |
| 2018年 | 祖宗十九代               | 女媧                                 | 岳云鹏 |                                                                          |
| 2021年 | 媽媽的神奇小子           | 蘇媽媽韓小貞                         | 梁仲恒 | 兼監製 提名第40屆香港電影金像獎最佳女主角                                |
| 2022年 | 闔家辣                   | 張美儀                               | 鄭中基 | 兼監製                                                                   |
| 2024年 | 我談的那場戀愛           | 余笑琴                               | 張天賦 |                                                                          |
| 待定   | 金雀                     |                                      |        | 兼監製                                                                   |

### 音樂錄影帶
- 1983年：張國榮《戀愛交叉》
- 1984年：張國榮《儂本多情》
- 1984年：張國榮《柔情蜜意》
- 1984年：蔡楓華《高溫境界》
- 1986年：太極樂隊《紅色跑車》
- 2014年：蘇永康《分手分手》
- 2019年：蔡依林《腦公》

### 配音
| 年代   | 劇名                 | 配音角色 |
| 未知   | 綁架門口狗           |          |
| 1999年 | 泰山                 |          |
| 2000年 | 人妖打排球           |          |
| 2001年 | 狗狗震               |          |
| 2002年 | 人妖打排球2          |          |
| 2003年 | 非常小特務3D立體出擊 |          |
| 2003年 | 麥兜故事             | 麦太     |
| 2003年 | 狗狗震多震           |          |
| 2004年 | 麥兜菠蘿油王子       | 麦太     |
| 2005年 | 龍刀奇緣             |          |
| 2006年 | 攣鳳和鳴             |          |
| 2009年 | 麥兜響噹噹           | 麦太     |
| 2012年 | 麥兜当当伴我心       | 麦太     |
| 2014年 | 麥兜我和我妈妈       | 麦太     |
| 2016年 | 麥兜飯寶奇兵         | 麦太     |
| 2017年 | 喵星人               | 周麗珠   |

## 主持
| 頻道         | 節目                                          |
| 商業電台     | 《娛樂性騷擾》                                |
| 商業電台     | 《嘩嘩嘩打到嚟！》                            |
| 商業電台     | 《在晴朗的一天出發》                          |
| 商業電台     | 《她他她打到嚟！》                            |
| 商業電台     | 《在晴朗的一天出發聲音專欄－晴朗小媽咪》      |
| 商業電台     | 《口水多過浪花》（2015年2月9日-13日嘉賓主持） |
| 台灣電視公司 | 《綜藝夜總會》                                |
| 亞洲電視     | 《超級經理人-女優選拔賽》                     |
| 有線電視     | 《重點娛樂新聞報道》                          |
| 有線電視     | 《先睇星期四》                                |
| 有線電視     | 《再睇星期五》                                |
| 有線電視     | 《超級大細路》                                |
| 無綫電視     | 《歡樂今宵》                                  |
| 無綫電視     | 《運財福星》                                  |
| 無綫電視     | 《白金巨星耀保良》                            |
| 無綫電視     | 《情場妙女郎》                                |
| 無綫電視     | 《1993年度香港小姐競選》                      |
| 無綫電視     | 《一百萬人的故事》                            |
| 無綫電視     | 《星星同學會》                                |

## 音樂作品
吳君如主要以演員形象示人，但於1990年代亦曾經推出多張個人專輯，及與部分其主演之電影中演唱主題曲或插曲。

## 廣播劇
| 劇名                       | 角色           |
| 最好的時光                 | 何淑馨（壯年） |
| 芝See菇Bi Family系列廣播劇 | 苦妈           |

## 舞台劇
- 2015年  《狂揪夫妻》 神戲劇場

## 書籍
| 年份   | 書名                 | 作者           | 出版社 |
| 2003年 | 《吳君如減肥血淚史》 | 吳君如、柳飄飄 | 力出版 |

## 榮譽
| 年份 | 典禮類型                       | 獎項                       | 作品                         | 結果 |
| ---- | ------------------------------ | -------------------------- | ---------------------------- | ---- |
| 1989 | 第8屆香港電影金像獎            | 最有前途新人               | 《霸王花》                   | 提名 |
| 1993 | 1993年度叱咤樂壇流行榜頒獎典禮 | 叱咤樂壇生力軍（女歌手）   | 不適用                       | 銀   |
| 1995 | 第14屆香港電影金像獎           | 最佳女配角                 | 《等著你回來》               | 提名 |
| 1996 | 第33屆金馬獎                   | 最佳女主角                 | 《四面夏娃》                 | 提名 |
| 1997 | 第16屆香港電影金像獎           | 最佳女主角                 | 《四面夏娃》                 | 提名 |
| 1998 | 第35屆金馬獎                   | 最佳女主角                 | 《古惑仔情義篇之洪興十三妹》 | 提名 |
| 1999 | 第4屆香港電影金紫荊獎          | 最佳女主角                 | 《古惑仔情義篇之洪興十三妹》 | 獲獎 |
| 1999 | 第18屆香港電影金像獎           | 最佳女主角                 | 《古惑仔情義篇之洪興十三妹》 | 獲獎 |
| 1999 | 第5屆香港電影評論學會大獎      | 最佳女演員                 | 《古惑仔情義篇之洪興十三妹》 | 獲獎 |
| 2000 | 第7屆香港電影評論學會大獎      | 最佳女演員                 | 《朱麗葉與梁山伯》           | 提名 |
| 2003 | 第40屆金馬獎                   | 最佳女主角                 | 《金雞》                     | 獲獎 |
| 2003 | 第22屆香港電影金像獎           | 最佳女主角                 | 《金雞》                     | 提名 |
| 2003 | 第4屆演藝動力大獎              | 最突出電影女演員           | 《金雞》                     | 獲獎 |
| 2003 | 第8屆香港電影金紫荊獎          | 最佳女主角                 | 《金雞》                     | 提名 |
| 2004 | 第9屆香港電影金紫荊獎          | 最佳女主角                 | 《金雞2》                    | 提名 |
| 2004 | 第四届华语电影传媒大奖         | 最佳女主角                 | 《金雞2》                    | 提名 |
| 2004 | 第四届华语电影传媒大奖         | 最受歡迎女演員（港台）     | 《金雞2》                    | 銅   |
| 2004 | 第23屆香港電影金像獎           | 最佳女主角                 | 《金雞2》                    | 提名 |
| 2010 | 第29屆香港電影金像獎           | 最佳女主角                 | 《歲月神偷》                 | 提名 |
| 2010 | 第10屆中國長春電影節           | 最佳女配角                 | 《歲月神偷》                 | 獲獎 |
| 2010 | 第11屆演藝動力大獎             | 最突出電影女演員           | 《歲月神偷》                 | 提名 |
| 2010 | 第5屆星光大典                  | 年度港台電影女演員         | 《歲月神偷》                 | 獲獎 |
| 2010 | 第4屆真維斯娛樂大典            | 港台年度電影女演員         | 《歲月神偷》                 | 獲獎 |
| 2010 | 第3屆百度娛樂沸點              | 最熱門港台女演員           | 《歲月神偷》                 | 獲獎 |
| 2011 | 第14届中国电影华表奖           | 優秀境外華裔女演員         | 《歲月神偷》                 | 獲獎 |
| 2011 | 第5屆华鼎奖                    | 華語電影最佳女主角         | 《歲月神偷》                 | 提名 |
| 2011 | 第1屆粵港澳青年電影盛典        | 最受歡迎女主角             | 《歲月神偷》                 | 提名 |
| 2011 | 第9屆意大利亞洲電影節          | 最佳女主角                 | 《得閒炒飯》                 | 獲獎 |
| 2011 | 第12屆演藝動力大獎             | 最突出電影女演員           | 《我愛HK開心萬歲》           | 提名 |
| 2011 | 第15屆全球華語榜中榜           | 港台最佳電影女演員         | 《神奇俠侶》                 | 提名 |
| 2012 | 第31屆大眾電影百花獎           | 大眾電影百花獎最佳女主角   | 《歲月神偷》                 | 提名 |
| 2014 | 第13屆美國紐約亞洲電影節       | 亞洲之星獎                 | 《金雞sss》                  | 獲獎 |
| 2015 | 第34屆香港電影金像獎           | 最佳女主角                 | 《金雞sss》                  | 提名 |
| 2015 | 第1屆全民投選電影金影獎        | 最令人難忘電影女演員       | 《金雞》                     | 提名 |
| 2021 | 第17屆中美電影節               | 最佳女主角                 | 《媽媽的神奇小子》           | 獲獎 |
| 2022 | 第5屆MOVIE6全民票選電影大獎    | 最佳女主角                 | 《媽媽的神奇小子》           | 獲獎 |
| 2022 | 第40屆香港電影金像獎           | 最佳女主角                 | 《媽媽的神奇小子》           | 提名 |
| 2024 | 第44屆夏威夷國際電影節         | HIFF Spotlight on HK Award | 不適用                       | 獲獎 |
| 2024 | 第9屆倫敦東亞電影節            | Honorary Award             | 不適用                       | 獲獎 |
| 2024 | 第61屆金馬獎                   | 最佳女主角                 | 《我談的那場戀愛》           | 提名 |
| 2025 | 第31屆香港電影評論學會大獎     | 最佳女演員                 | 《我談的那場戀愛》           | 提名 |

- 2005獲全港最高票房電影頒獎典禮 最高票房女演員
- 2015獲全港最高票房電影頒獎典禮 30年最高票房香港電影女演員
- 2015獲金鳳獎 至尊金鳳大獎